# Черноногие

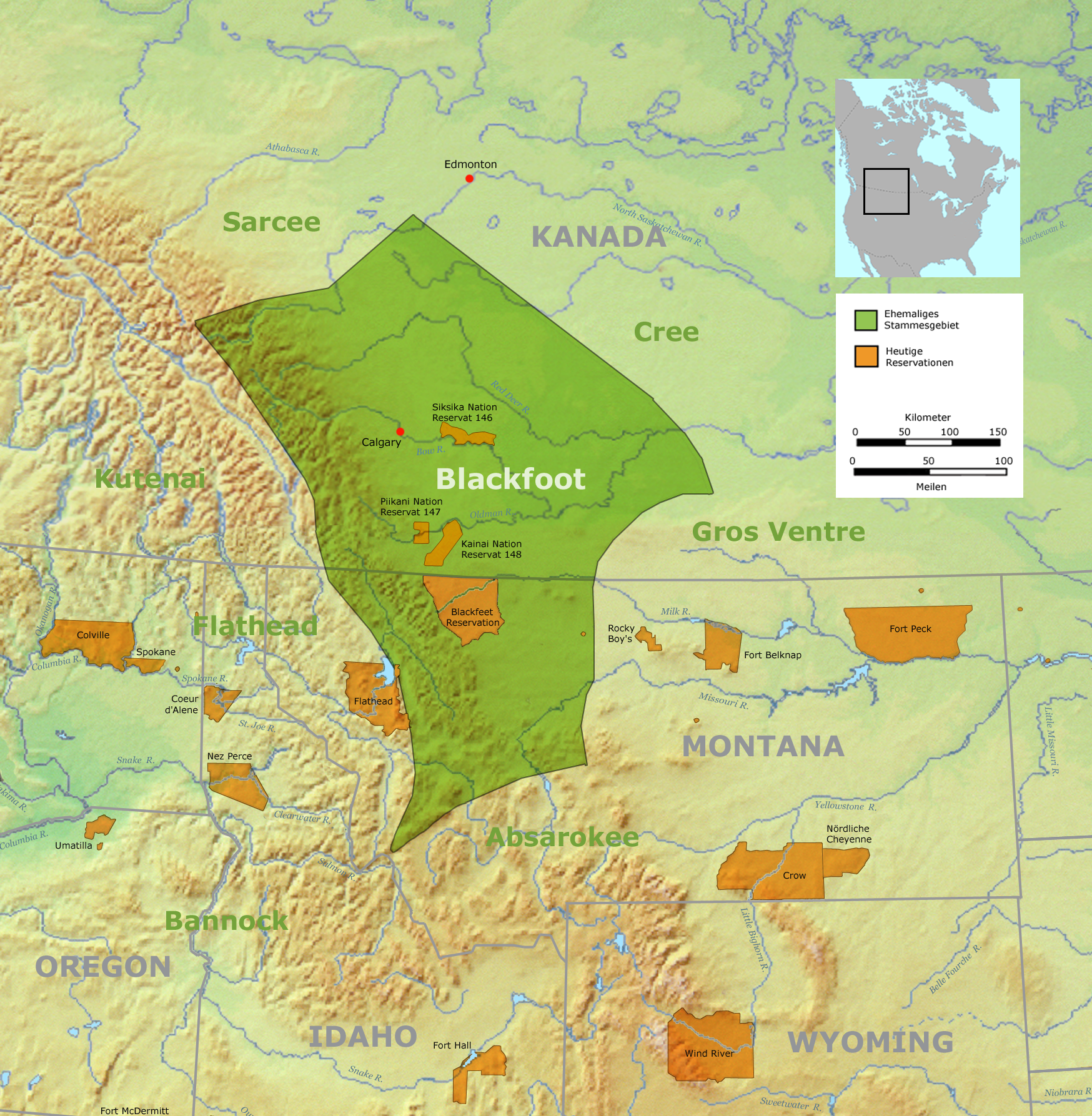
Историческая область расселения черноногих

Черноно́гие (англ. Blackfeet в США, Blackfoot в Канаде), также конфедера́ция черноно́гих — индейский народ, или группа лингвистически родственных народов, проживающих  на северо-западе штата Монтана в США и на юге провинции Альберта в Канаде. Название народа — Siksikaitsitapi (Сиксикаитситапи) — произошло от цвета мокасин, сиксиканам «чёрный» и оккати «нога, стопа».
Исторически говорили на языке блэкфут, который относится к алгонкинским языкам, ныне большинство говорит на английском.

## Состав конфедерации
Черноногие в XVIII—XIX вв. представляли собой конфедерацию, состоящую из трёх близкородственных алгонкиноязычных племён, говорящих на разных диалектах одного языка:
- Сиксики. Самоназвание на языке блэкфут — Siksikáwa (сиксикава), «Черноногие». Обитали к востоку от современного города Калгари, вдоль реки Боу. В своих миграциях на севере кочевали до реки Норт-Саскачеван, на юге до Миссури. Вели торговлю в основном с британцами.
- Кайна. Самоназвание на языке блэкфут — Akáínaa (Акайна), «Много Вождей». Широко известны также как бла́ды, от английского blood «кровь». Кочевали по всей Южной Альберте, от Скалистых гор до Сайпресс-Хиллс. Иногда уходили дальше на юг, до реки Миссури. Торговали как с британцами из Компании Гудзонова залива, так и с работниками из Американской меховой компании.
- Пикани. Самоназвание на языке блэкфут — Piikáni (Пиикани), «Грубо Выделанные Шкуры». Были самым многочисленным племенем конфедерации и, в свою очередь, подразделялись на:
  - южные пиеганы, южные пикани, или просто пикани — проживали на северо-западе Монтаны, вдоль реки Миссури, от Скалистых гор до реки Милк ;
  - северные пиеганы — обитали на юго-западе Альберты, западнее своих сородичей кайна; окончательно откололись от пикани после проведения границы между США и Канадой; после резни на реке Марайас к ним присоединилась часть южных пиеган;
  - инуксики (самоназвание на языке блэкфут — Inuck'sik (инуксик)), «Короткие Накидки» — часть южных пиеган, самая влиятельная и крупная группа[4], кочевавшая отдельно от других в основном южнее реки Миссури; из-за эпидемии оспы и больших потерь в результате войн с кроу и флатхедами, присоединились к остальным группам южных пиеган.

Кроме собственно черноногих, в конфедерацию входили:
- Сарси — атабаскоязычное племя, самоназвание — тсу т'ина, «Люди Земли». Кочевали от реки Норт-Саскачеван до Скалистых гор. Белые первопроходцы часто ошибочно считали их не отдельным народом, а четвёртым племенем черноногих. Наиболее близкие отношения у них сложились с кайна и сиксиками.
- Гровантры — алгонкиноязычное племя, самоназвание — A’aninin (аанинин), «Люди Белой Глины». Присоединились к конфедерации из-за постоянных нападений со стороны равнинных кри и ассинибойнов. Обитали в окрестностях реки Милк. Осенью 1861 года воины племени пан-д’орей угнали у гровантров лошадей, и по пути оставили несколько животных недалеко от лагеря пиеганов. Не разобравшись, гровантры напали на пиеганов, в результате чего у последних погиб уважаемый вождь[5]. Между гровантрами и черноногими разгорелась война, продолжавшаяся до 1885 года.

## История

### Ранняя история

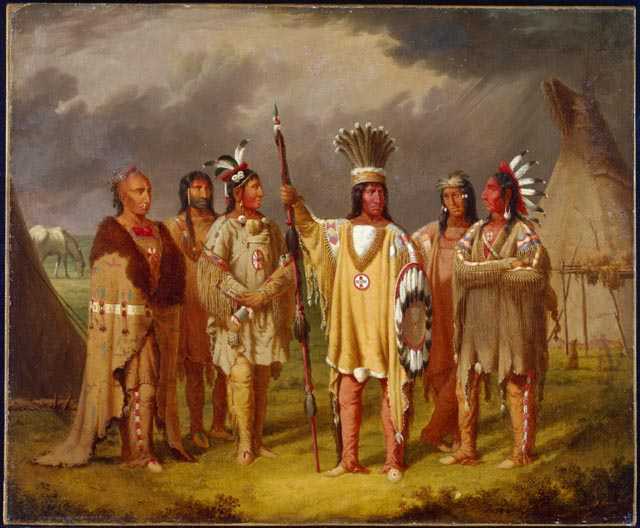
Пол Кейн. «Вождь черноногих Большой Змей» (1851-1856)

По преданию, черноногие возглавили миграцию западных алгонкинов из долины реки Ред-Ривер к подножию Скалистых гор.  Вплоть до 1730 года черноногие путешествовали пешком и использовали собак, чтобы перевозить свою утварь.
Шошоны обзавелись лошадьми гораздо раньше черноногих и вскоре заняли большую часть современных Альберты и Монтаны, а также часть Вайоминга, совершая набеги на своих врагов. Увидев у них впервые лошадей и поняв все преимущества этих животных, черноногие захотели ими завладеть. Они назвали лошадей понокамита — «лоси-собаки». Лошади могли везти гораздо больший груз, чем собаки, и передвигались с большей скоростью. Их можно было использовать для охоты и передвижения. Когда в середине XVIII века черноногие повстречали первых европейцев, они уже имели лошадей. После изгнания шошонов, флатхедов, кутеней и кроу с северо-западных равнин, черноногие начали в 1800 году длительную борьбу со своими бывшими союзниками кри в торговле мехом, которая часто обострялась и заканчивалась вооружёнными стычками. Кроме того, обе группы приспособились к использованию лошадей примерно в 1730 году, так что к середине века вопрос о достаточном количестве этих животных стал вопросом выживания. Кража лошадей была на этом этапе не только доказательством мужества воинов, но часто и вкладом в выживание народа, поскольку многие индейские племена стали зависеть от охоты на бизонов на Великих равнинах.
Сарси ещё в начале миграции на Великие равнины установили дружеские отношения с черноногими. Жившие в районе слияния Норт-Саскачевана и Саут-Саскачевана гровантры страдали от постоянных набегов равнинных кри и ассинибойнов. В отместку за то, что Компания Гудзонова залива продавала их врагам огнестрельное оружие, они напал и сожгли её торговый пост в 1793 году на реке Саут-Саскачеван. Затем племя двинулось на юг, к реке Милк в Монтане, и объединилось с черноногими. Район между реками Норт-Саскачеван и Баттл стал границей между двумя большими индейскими союзами.
Дэвид Томпсон в 1787 году сообщал, что территория черноногих  простиралась от реки Норт-Саскачеван на севере до реки Миссури на юге, и от Скалистых гор на западе до 480 километров на восток. Примерно к 1830 году конфедерация достигла своего наибольшего могущества, её племена стали известны как Владыки равнин.

### Войны конфедерации

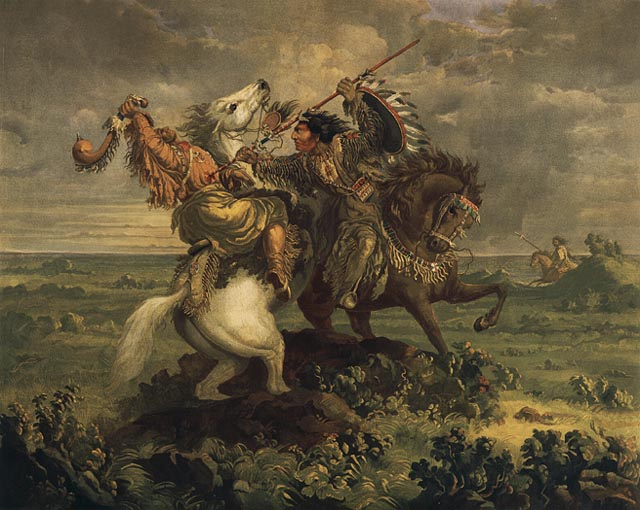
Пол Кейн. «Смерть Большого Змея». Поединок вождя черноногих с равнинным кри (1858—1862)

#### Войны с соседними племенами
Земли черноногих располагались в стратегическом месте, благодаря чему они могли покупать огнестрельное оружие как у британских, так и у американских торговцев, и обладать большим количеством лошадей. Народы к северу и востоку от них зачастую были хорошо вооружены оружием белых людей, но имели мало лошадей, а те, что жили к югу и западу от конфедерации черноногих, не имели лёгкого доступа к ценным и так необходимым на войне европейским товарам. Таким образом, хотя черноногие и были окружены враждебными народами, они чувствовали себя в безопасности на своей территории. Даже британцы и американцы не были готовы подвергать сомнению их контроль над принадлежащими им землями.
На юге своей территории конфедерация черноногих воевала с кроу, шайеннами, арикара, сиу, хидатса, манданами, восточными шошонами, на западе — с флатхедами, панд-орей, не-персе, банноками, стони, северными шошонами, кутенаями. Но самые ожесточённые битвы велись на севере и востоке с Железной конфедерацией, в которую входили ассинибойны, равнинные кри и равнинные оджибве.
В войнах участвовало почти всё боеспособное мужское население. Иногда с враждебными племенами заключался мир, но обычно длился он недолго. Были и такие случаи, когда одно племя конфедерации заключало мир с врагом, а другие отказывались это делать и продолжали вести с ним войну.

#### Войны с американцами

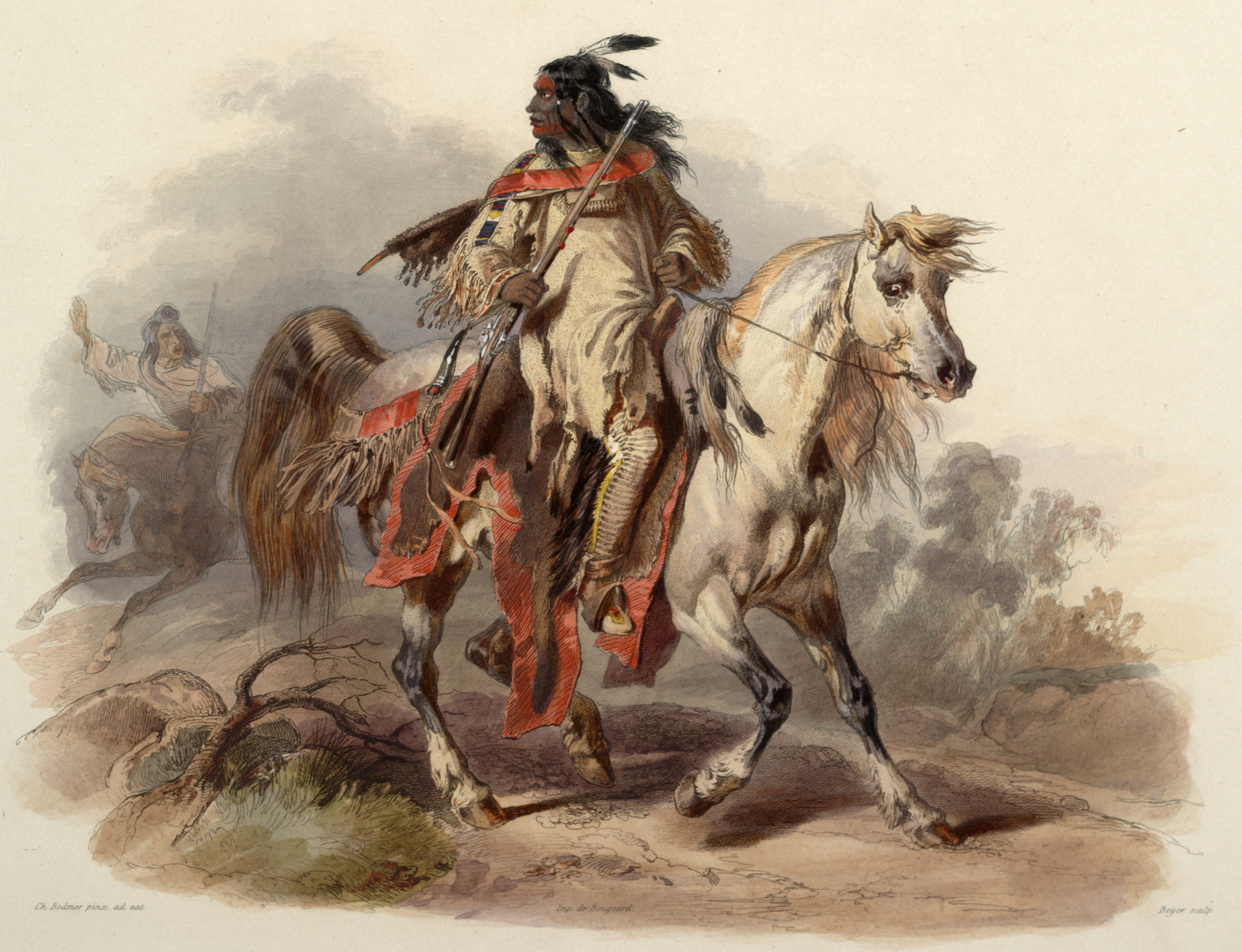
Карл Бодмер. «Всадник из племени черноногих» (1843-1844)

В 1806 году несколько пиеганов посетили лагерь экспедиции Льюиса и Кларка; во время посещения один из воинов попытался украсть лошадей и был убит белыми людьми. После этого черноногие объявили американцам беспощадную войну. В 1805—1831 гг. между конфедерацией черноногих и маунтинменами и мехоторговцами произошло множество стычек. Пиеганы и гровантры особенно часто вели сражения с белыми людьми. В 1831 году Джеймс Кипп, представитель Американской меховой компании попытался наладить отношения с конфедерацией черноногих и предложил не посылать на её земли трапперов, а построить для индейцев торговый пост, где бы он покупал их меха. Индейцы приняли его предложение, и для них в верховье реки Миссури был построен пост Форт-Пиеган. Кипп получил огромную прибыль от своего предприятия, но когда торговый сезон закончился, кайна сожгли форт.
Позднее, отношения с американскими торговцами постепенно наладились, но в 1844 году группу пикани обстреляли из пушки, убив около десяти из них и ещё нескольких ранив при том, что индейцы были ни в чём не виновны. В 1862 году на западе Монтаны было обнаружено золото и тысячи старателей заполонили земли черноногих. Между ними и индейцами часто случались вооружённые стычки. К 1866 году конфликт между белыми людьми и племенами конфедерации на Территории Монтаны настолько обострился, что о нём заговорили не иначе как о Войне черноногих. Чтобы контролировать ситуацию, правительство США в 1867 году построило на территории конфедерации первый военный пост — форт Шоу.
Весной 1869 года черноногие угнали несколько лошадей с ранчо на реке Драй-Крик. Поселенцы, вместе с военными, нагнали конокрадов, и завязался бой, в котором 9 индейцев были убиты. Летом того же года вооружённые стычки между индейцами и американцами значительно участились, было убиты 57 белых и похищено несколько сотен лошадей, среди погибших оказался популярный в Монтане владелец ранчо Малколм Кларк. Генерал армии США Филип Шеридан отдал приказ сурово наказать пикани. В январе 1870 года из форта Шоу выступила карательная экспедиция под руководством майора Юджина Бейкера. Майор рассчитывал найти лагерь пикани Горного Вождя, но тот узнал о планах белых и скрылся вместе со своей общиной. 23 января 1870 года Бейкер напал на лагерь невиновных индейцев, среди которых было много больных оспой. Майор приказал открыть огонь на поражение, оставшихся в живых женщин и детей не стали брать в плен — их оставили замерзать полуодетыми при минусовой температуре, а восьмерых пленных воинов просто зарубили топорами. Бойня Бейкера сломила сопротивление черноногих, которые и без того были ослаблены различными болезнями. В 1872 и 1873 годах черноногие США потеряли большую часть своей территории, размер их резервации сильно сократился.

### Поселение в резервации
В 1874 году Конгресс США проголосовал за изменение границ резервации черноногих, не обсудив это с самими индейцами. Они не получили никакой другой земли или компенсации за потерянную землю; кайна и сиксики окончательно осели в Канаде, как и северная ветвь пикани, в США остались только южные пикани.
Черноногие Канады подписали с канадским правительством в 1877 году договор №7, согласно которому они должны были позволить белым жить на их землях, а взамен им будут выделены резервации и оказана помощь в ведении сельского хозяйства. Впоследствии, правительство Канады не смогло сдержать своих обещаний — сиксики, кайна и северные пиеганы не получили достаточной поддержки, их численность сокращалась из-за голода и болезней, принесённых белым человеком.
Положение пикани в Монтане оказалось ещё хуже. Зимой 1883—1884 гг. в резервации Блэкфит начался голод. Дичь в резервации отсутствовала, а правительственные пайки не поступили, в результате этого более 600 человек умерло. Позднее, стремясь ассимилировать индейцев, в 1898 году правительство США ликвидировало племенные правления и запретило практику традиционных индейских религий. Дети черноногих должны были ходить в школы-интернаты, где им запрещалось говорить на родном языке, практиковать обычаи или носить традиционную одежду. В 1907 году американское правительство приняло политику выделения земли резервации отдельным главам семей, чтобы стимулировать семейное земледелие и разделить общинные племенные земли. Каждое домашнее хозяйство получило ферму площадью 160 акров (65 га), а оставшуюся часть правительство объявило излишней и выставило на продажу для развития белыми поселенцами. Земельные наделы были слишком малы, чтобы поддерживать земледелие на засушливых равнинах. Засуха 1919 года уничтожила посевы и увеличила стоимость говядины. Многие индейцы были вынуждены продать отведённую им землю и платить налоги, чего, согласно соглашению с правительством США, они делать были не должны.
В 1934 году Закон о реорганизации индейцев, принятый администрацией Франклина Делано Рузвельта, положил конец земельным наделам и позволил индейским племенам самим выбирать себе правительство. Им также разрешалось практиковать свои обычаи и религию. В 1935 году пикани Монтаны основали племенной Деловой Совет. После этого они написали и приняли свою собственную конституцию с выборным представительным правительством.

## Социальная организация

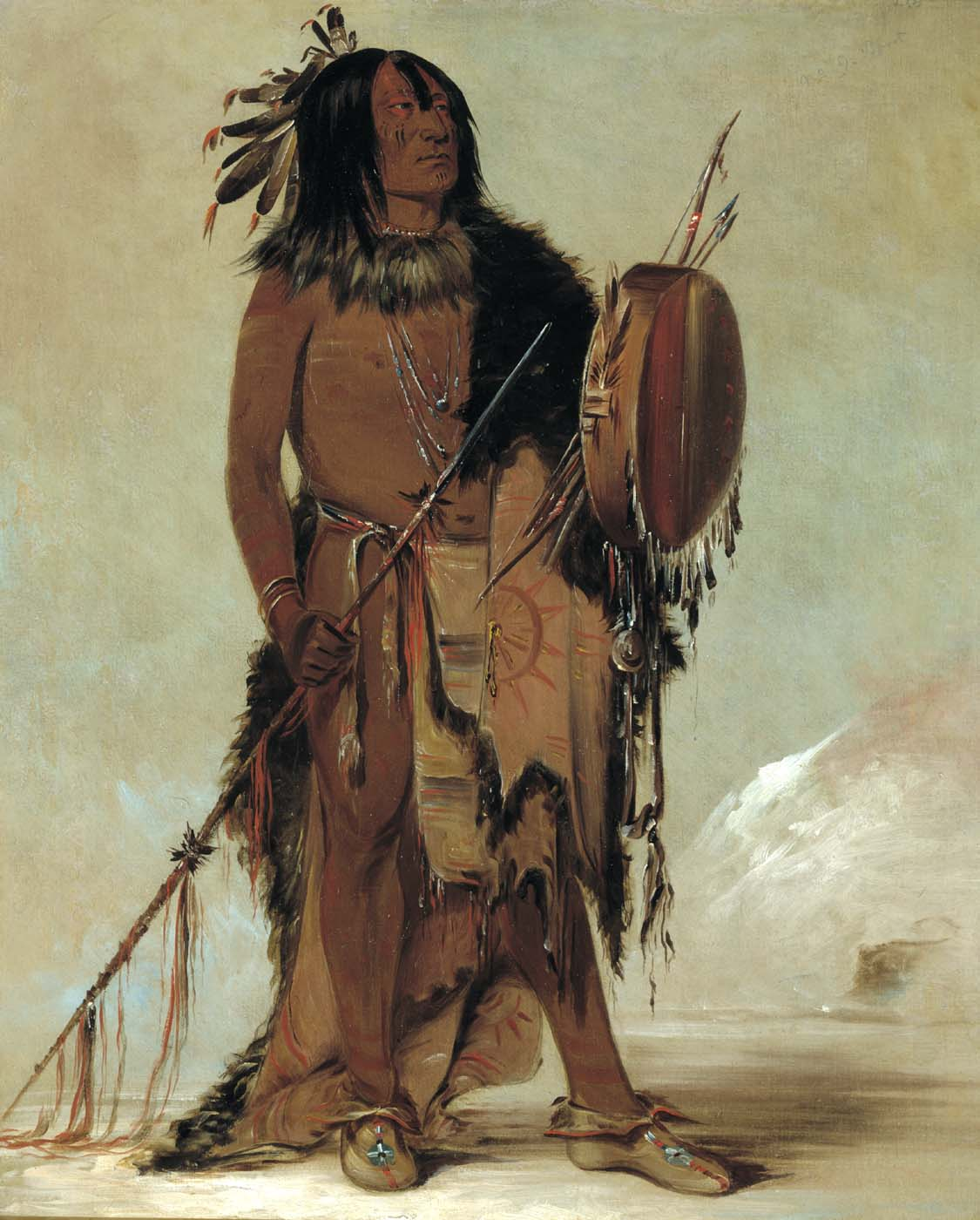
Шаман черноногих Белый Бизон. Худ. Джордж Кэтлин (1832)

Каждое племя конфедерации делилось на несколько групп, от 80 до 240 человек. Власть вождя группы в основном ограничивалась выбором направления передвижения, места расположения лагеря, военного общества, выполняющего полицейские функции, запретом индивидуальной охоты в период подготовки к общеплеменной охоте.
Семья — большая, патрилокальная, объединявшая несколько близкородственных семей. Счёт родства — билинейный. Были распространены полигиния и левират. Во главе каждого племени — верховный вождь, но в XIX веке играла большую роль иерархическая организация воинских мужских обществ (икунукхатси). Общества были возрастными и воины с возрастом переходили из одного общества в другое. Важнейшие вопросы решались на совете племени, в котором участвовали главы общин, военных обществ и другие влиятельные люди.
Когда черноногие были вынуждены покончить со своими кочевыми традициями, их социальная организация изменилась. Племена, которые раньше были в основном этническими объединениями, были институционализированы как правительства. Ныне каждое племя имеет своё собственное правительство (англ. government), управляемое главным вождём.

## Религия

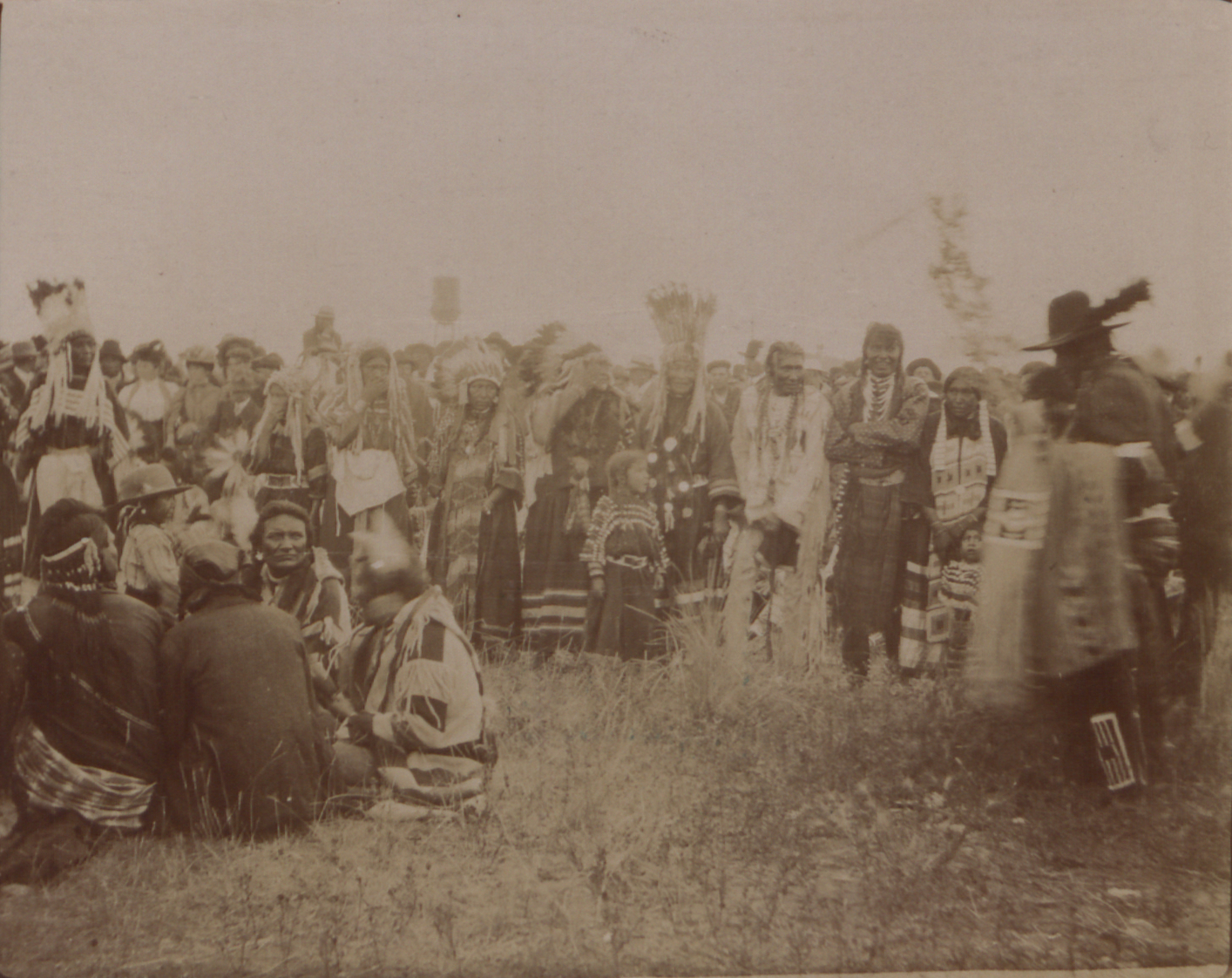
Танец скальпа, черноногие, 1907 г.

В мифологии черноногих сверхъестественный мир находится во власти Солнца. Некоторые антропологи отождествляют Солнце (Nah-too-si; «сверхспособность» или «святость») с Творцом (Apistotoke). Существовали мифы о создателе, именуемым Старик. При этом полагали, что Старик создал только племена черноногих и их страну, остальные страны и народы же созданы другими творцами.
Был развит культ личных духов-покровителей. Личные духи-покровители чаще всего являлись в форме животных; они охраняли людей, помогали им, давая свои указания в снах. Основной ритуал — ежегодная Пляска Солнца, этим танцем завершался сезон летней охоты на бизонов. Священная пища во время празднества состояла из бизоньих языков. Также был распространён культ табака и трубки. Раскуривавшийся в трубке табак символизировал жертву богам.

## Население

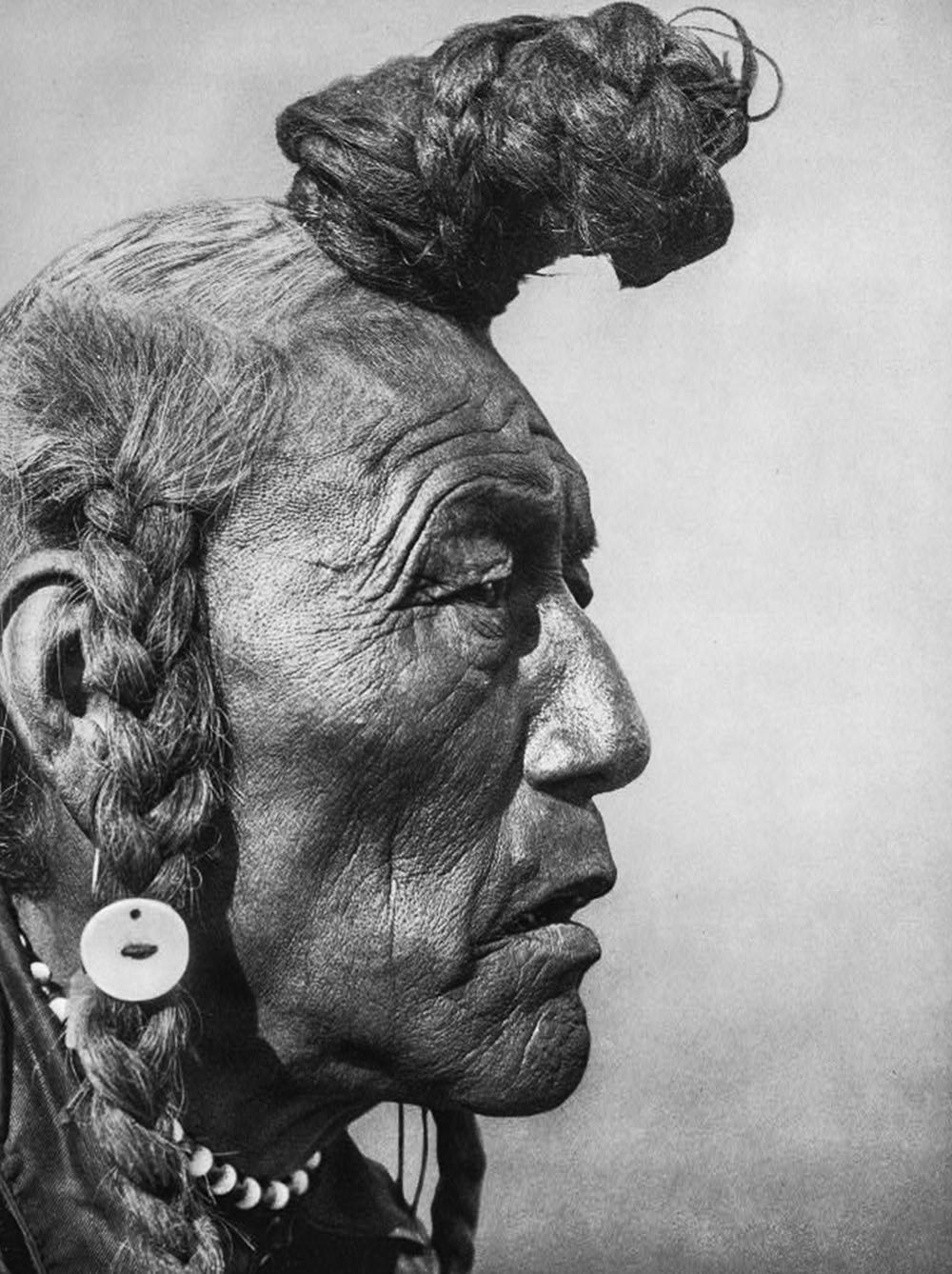
Черноногий по имени Медведь-Бык

Общая численность черноногих в 1790 году оценивалась примерно в 9 000 человек. Дальнейшие подсчёты показали следующие результаты: 1809 г.: пикани — 2 800 чел., кайна — 800 чел., сиксики — 1 600 чел.; в 1823 г. общая численность черноногих была 10 800 чел.; 1832 г.: пикани — 500 типи, инуксики — 250 типи, сиксики и кайна — по 450 типи, в одном типи проживало от 5 до 10 человек; 1833 г. (согласно Максимилиану) — до 20 000 человек. После эпидемии оспы в 1837 году численность сильно сократилась и в 1841 г. была следующей: пикани — 2 500 чел., кайна — 1 750 чел, сиксики — 2 100 чел; 1853 г.: пикани — 2 600 чел., кайна — 2 430 чел., сиксики — 2 600 человек. По официальной оценке 1858 года, общее число черноногих было 7 300 человек, из них пикани — 3 700 чел., кайна — 2 400 чел., сиксики — 1 200 человек. В 1881 году, согласно докладу индейского агента, на территории США проживало 7 500 черноногих, в основном пикани.
В 1909 году официальная перепись черноногих показала абсолютный минимум за последние годы: пикани — 2 195 чел., северные пиеганы — 471 чел., кайна — 1 174 чел., сиксики — 795 человек. К 1997 году количество черноногих заметно возросло: северные и южные пиеганы — 17 815 чел., кайна — 8 522 чел., сиксики — 4 849 человек.
Современные черноногие проживают как в резервациях, так и по всей территории США и Канады, сильно метисированы, особенно пикани. Большинство последних проживает вне своей резервации Блэкфит и вместе с метисами их число оценивается в 105 304 человека. Северные пиеганы составляют 3 638 человек, из них 2,358 проживают в своей резервации. Численность кайна составляет 12 800 человек, большинство из них обитает в своей резервации Блад 148. Число сиксиков по состоянию на 2018 году оценивается в 7497 человек, из них в Альберте — 4095.

## Известные представители
- Воронья Стопа — вождь сиксиков.
- Красная Ворона — вождь кайна.
- Бенни Уркидес — американский чемпион по кикбоксингу и киноактёр.
- Стив Ривис — американский актёр.
- Ричи Хейвенс — американский музыкант.